# Landesamt für Umwelt, Landwirtschaft und Geologie

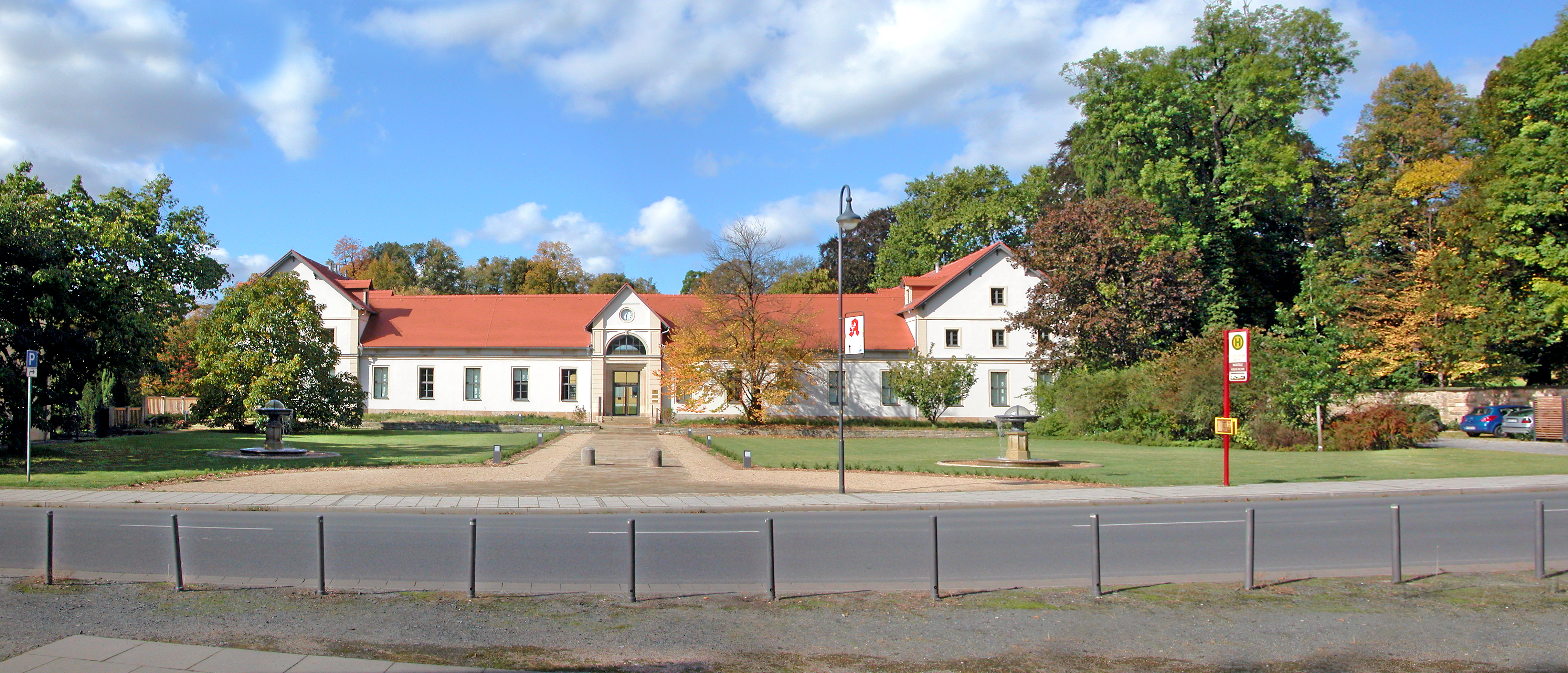
Dresden-Pillnitz, Schindlerbau: Landesamt für Umwelt, Landwirtschaft und Geologie

Das Landesamt für Umwelt, Landwirtschaft und Geologie (LfULG) ist eine Behörde des Freistaats Sachsen. Sie ist dem Sächsisches Staatsministerium für Energie, Klimaschutz, Umwelt und Landwirtschaft nachgeordnet. Das Amt hat seinen Dienstsitz in Dresden, im Ortsteil Pillnitz, nutzt dort ein Gebäude vom ehemaligen Kammergut Pillnitz, und hat zahlreiche Nebenstellen. Derzeitiger Präsident ist Heinz Bernd Bettig.
Das Landesamt entstand aus der Zusammenlegung mehrerer Vorläuferinstitutionen zum 1. August 2008.

## Aufgaben
Das Landesamt berät und unterstützt das Ministerium des Landes in technischen Fragestellungen zu Ökologie, Rohstoffen und Landwirtschaft. Im Detail werden von den 10 Abteilungen Aufgaben zu folgenden Schwerpunkten bearbeitet:
- Umweltüberwachung, -dokumentation und -berichterstattung
- Umsetzung und Vollzug des agrar- und ernährungswirtschaftlichen Fachrechts, des Umweltrechts und des Strahlenschutzrechts
- Politikunterstützung und Politikfolgeabschätzung – Beratung des Staatsministeriums für Umwelt und Landwirtschaft in Fragen der Agrar- und Ernährungswirtschaft, des Umweltschutzes sowie der Geologie
- Förderung von Agrar- und Umweltmaßnahmen
- Erhaltung und Entwicklung der Kulturlandschaft und des ländlichen Raumes
- Geowissenschaftliche und bodenkundliche Landesaufnahme
- Angewandte Forschung auf den Gebieten Agrarwirtschaft, Gartenbau, Umweltschutz und Geologie
- Erhaltung und Verbesserung der Wettbewerbsfähigkeit der Agrar- und Ernährungswirtschaft
- Berufliche Aus- und Weiterbildung in den Bereichen Agrarwirtschaft und Gartenbau
- Qualitätskontrollen
- Laboranalysen